# Mary Surratt

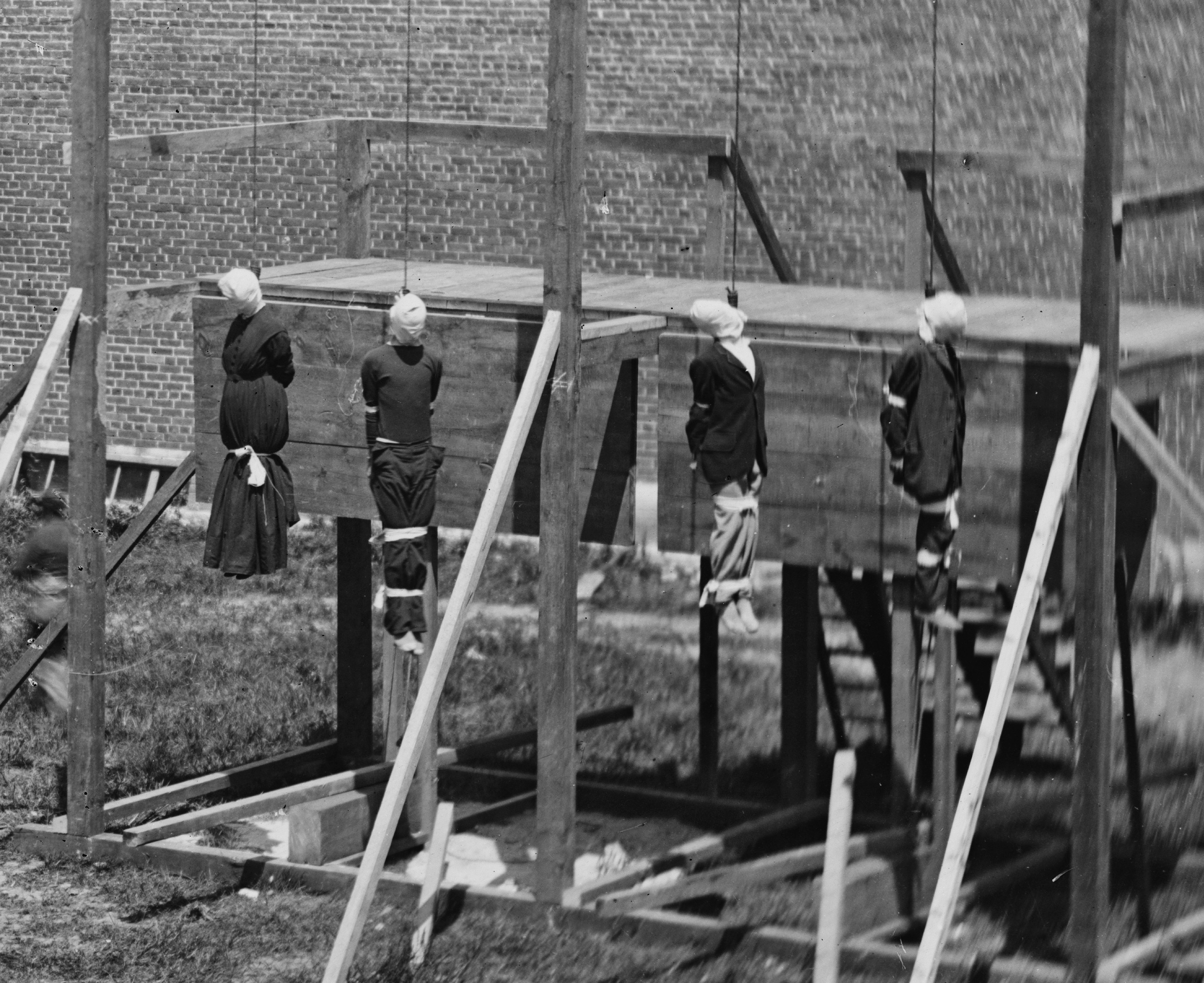
Avrättningen av Mary Surratt, Lewis Powell, David Herold och George Atzerodt den 7 juli 1865.

Mary Elizabeth Jenkins Surratt, född i maj 1823 i Waterloo, Maryland, död 7 juli 1865 i Washington, D.C., var en amerikansk pensionatsägare som dömdes för att ha deltagit i konspirationen för att mörda president Abraham Lincoln. Hon dömdes till döden och hängdes och blev därmed den första kvinnan som avrättats av USA:s federala regering. Hon var mor till John H. Surratt Jr, som senare blev åtalad men inte dömd för mordet. Mary Surrat är begravd på Mount Olivet Cemetery i Washington, D.C.
Rättegången, som genomfördes av en militär domstol, mot Mary Surratt skildras i spelfilmen The Conspirator från 2010, producerad och regisserad av Robert Redford.